# Liste der Baudenkmale in Eggesin
In der Liste der Baudenkmale in Eggesin sind alle denkmalgeschützten Bauten der vorpommerschen Stadt Eggesin und ihrer Ortsteile aufgelistet. Grundlage ist die Veröffentlichung der Denkmalliste des Kreises Uecker-Randow mit dem Stand vom 1. Februar 1996.

## Baudenkmale nach Ortsteilen

### Eggesin
| ID | Lage                             | Bezeichnung | Beschreibung | Bild |
| -- | -------------------------------- | --- | --- | --- |
|    | Bahnhofstraße 10 (Karte)         | Wohnhaus (ehem. Kindergarten) | | Wohnhaus (ehem. Kindergarten) |
|    | Bahnhofstraße 27 (Karte)         | Wohn- und Geschäftshaus | | Wohn- und Geschäftshaus |
|    | (Karte)                          | Friedhof, Friedhofsmauer, Grabstätte Ulrich und Mausoleum von 1902 (Stettiner Straße)                                                               | | Friedhof, Friedhofsmauer, Grabstätte Ulrich und Mausoleum von 1902 (Stettiner Straße)                                                               |
|    | (Karte)                          | Friedhof, Friedhofskapelle und -mauer, Eiserne Kreuze Anna Chr. Miltzlaff, Martin H. Miltzlaff, Soldatengräber des Zweiten Weltkrieges (Waldstraße) | | Friedhof, Friedhofskapelle und -mauer, Eiserne Kreuze Anna Chr. Miltzlaff, Martin H. Miltzlaff, Soldatengräber des Zweiten Weltkrieges (Waldstraße) |
|    | Heinrich-Heine-Straße 17 (Karte) | Wohnhaus | | |
|    | Karl-Marx-Straße 85 (Karte)      | Wohnhaus | | Wohnhaus |
|    | Karl-Marx-Straße 90 (Karte)      | Wohnhaus | | Wohnhaus |
|    | (Karte)                          | Kirche (Backsteinkirche) und Kirchhofmauer | Neugotische Backsteinkirche von 1911 nach Plänen von Schmidt mit einem 48 Meter hohen Turm mit spitzem Turmhelm. | Kirche (Backsteinkirche) und Kirchhofmauer |
|    | (Karte)                          | Kirchhofmauer an der Fachwerkkirche | 2-gesch. Alte Fachwerkkirche von 1731 mit Krüppelwalm; heute Heimatmuseum;                                       | Kirchhofmauer an der Fachwerkkirche |
|    | (Karte)                          | Kriegerdenkmal 1914/18 (auf dem Friedhof Waldstraße)                                                                                                | | Kriegerdenkmal 1914/18 (auf dem Friedhof Waldstraße)                                                                                                |
|    | Stettiner Straße 3 (Karte)       | Haustür | | Haustür |
|    | Stettiner Straße 10 (Karte)      | Wohnhaus | | Wohnhaus |
|    | Stettiner Straße 47 (Karte)      | Umspannwerk und Wohnhaus | | Umspannwerk und Wohnhaus |
|    | Stettiner Straße 83 (Karte)      | Pfarrhaus und Einfriedung | | Pfarrhaus und Einfriedung |
|    | Ueckermünder Straße 27 (Karte)   | Ziegelei (Ringofen der Firma Greese) mit Schornstein                                                                                                | | Ziegelei (Ringofen der Firma Greese) mit Schornstein                                                                                                |

### Hoppenwalde
| ID | Lage                           | Bezeichnung        | Beschreibung | Bild               |
| -- | ------------------------------ | ------------------ | ------------ | ------------------ |
|    | (Karte)                        | katholische Kirche |              | katholische Kirche |
|    | Ueckermünder Straße 19 (Karte) | ehem. Schule       |              | ehem. Schule       |

## Quelle
- Bericht über die Erstellung der Denkmallisten sowie über die Verwaltungspraxis bei der Benachrichtigung der Eigentümer und Gemeinden sowie über die Handhabung von Änderungswünschen (Stand: Juni 1997)

- Karte mit allen Koordinaten:
- OSM |
- WikiMap